# Pedro Ríos
Pedro Ríos Maestre (Jerez de la Frontera, 12 de diciembre de 1981), más conocido como Pedro Ríos, es un exfutbolista español que jugaba como centrocampista, siendo su último club el San Fernando Club Deportivo. Actualmente ocupa del cargo de secretario técnico del San Fernando Club Deportivo de Primera Federación.

## Trayectoria

### Como futbolista
Comenzó su carrera en el Sanluqueño (de tercera división, comenzando su carrera de delantero), de donde pasó al Ceuta (de segunda división B, donde sus tres excelentes temporadas le hicieron fichar por el Xerez de la Segunda división, en la temporada 2008-2009 consigue subir a primera con el Xerez.

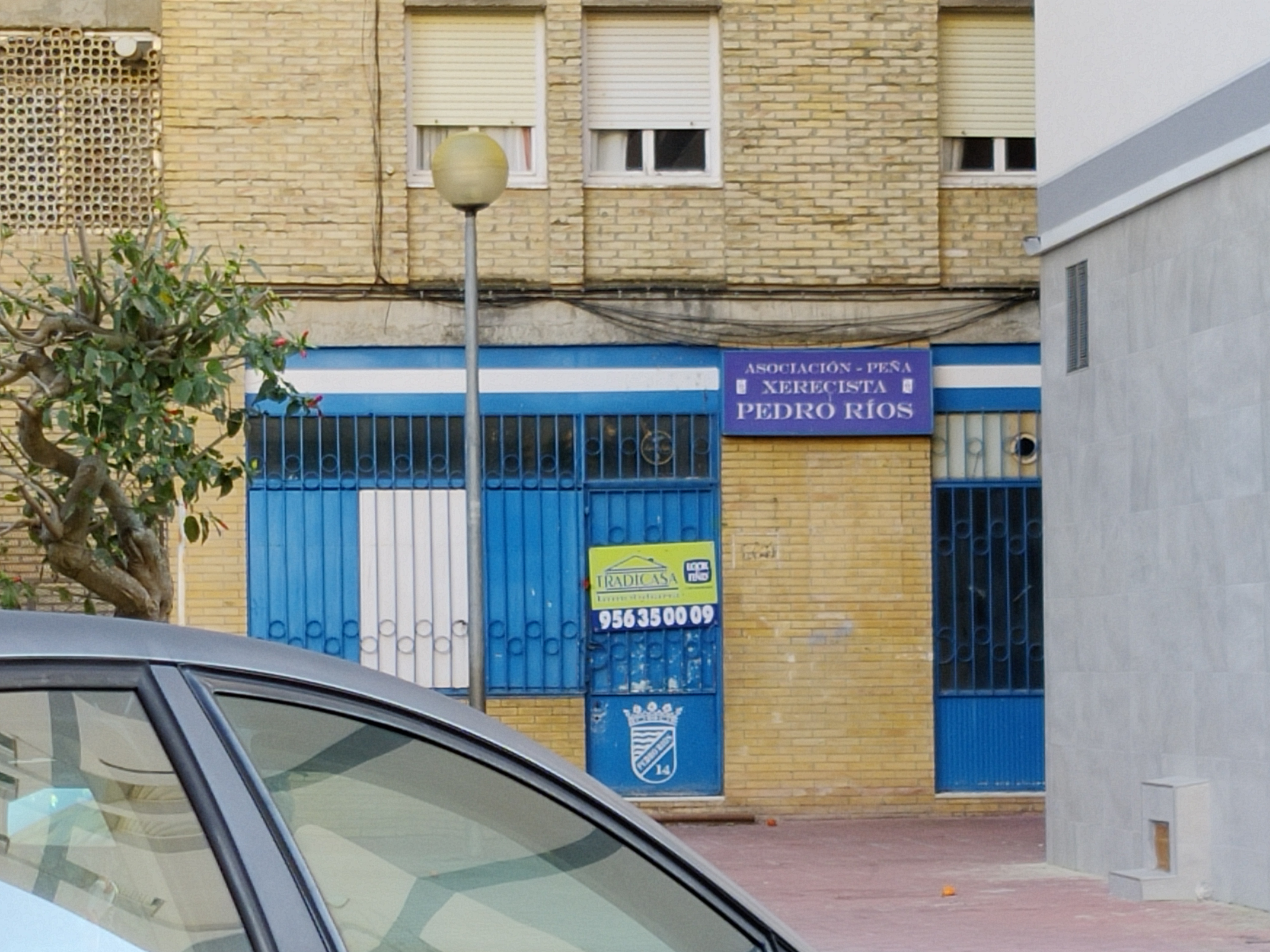
Peña Pedro Ríos

Firma con el Getafe en 2009 hasta la temporada 2011-2012. En 2012 el Real Zaragoza intentó su fichaje, aunque finalmente fue contratado por el Villarreal Club de Fútbol, que lo cedió al Levante U. D. En 2014 fue el Decano del fútbol español, el Real Club Recreativo de Huelva, quien se hizo con sus servicios.
Al concluir la temporada 2014-15 y confirmándose el descenso a Segunda división B del club profesional más antiguo de España, se desvinculó del club de Huelva para fichar por el Córdoba C. F.
En agosto de 2020 anunció su retirada.

### Secretario técnico
Tras colgar las botas como jugador se convierte en secretario técnico del San Fernando Club Deportivo de Primera Federación.
El 16 de diciembre de 2022, tras la destitución de Salva Ballesta, se convierte en entrenador interino del San Fernando Club Deportivo hasta la llegada de Pablo Alfaro.

## Clubes
| Club                      | País   | Año       |
| ------------------------- | ------ | --------- |
| Atlético Sanluqueño C. F. | España | 2000-2001 |
| A. D. Ceuta C. F.         | España | 2001-2004 |
| Xerez C. D.               | España | 2004-2009 |
| Getafe C. F.              | España | 2009-2012 |
| Levante U. D.             | España | 2012-2014 |
| Recreativo de Huelva      | España | 2014-2015 |
| Córdoba C. F.             | España | 2015-2017 |
| San Fernando C. D.        | España | 2017-2020 |